# ديفيد وودورد (جغرافي)
ديفيد وودورد (بالإنجليزية: David Woodward)‏ هو جغرافي أمريكي، ولد في 29 أغسطس 1942 في ليمينغتون سبا في المملكة المتحدة، وتوفي في 25 أغسطس 2004 في ماديسون في الولايات المتحدة بسبب سرطان.